# Manuel Mur Oti
Manuel Mur Oti (Vigo, Pontevedra, 25 de octubre de 1908 - Madrid, 5 de agosto de 2003) fue un director de cine, guionista, poeta y novelista español.
Galardonado con el Goya de Honor de la Academia de Cine de España en 1993.

## Biografía
Pasó su infancia entre Vigo y Cantabria, adonde fue trasladado su padre, funcionario de prisiones y fabricante de licores. En 1923 viajó a Cuba con su familia y allí pasó diez años de adolescencia y juventud; además empezó a escribir poesía y teatro y estudió Derecho y Literatura. Allí publicó con diecisiete años el poemario Espirales (1929) y estrenó en La Habana su comedia La alegría del sitio (1931) y después La malcasada y El mayoral. Viajó además por Haití y Estados Unidos.
Vuelto a España en 1933, empezó a publicar artículos en el periódico El Socialista. La subsiguiente Guerra Civil lo hizo conocer al director Antonio del Amo, con quien sirvió a las órdenes de Valentín González, El Campesino. Con este amigo iniciaría una intensa colaboración: para él escribió los guiones de cuatro largometrajes entre 1947 y 1949. Precisamente su primer contacto con el cine se produjo en 1944, cuando animado por Del Amo escribió un guion sobre la esclavitud en España con el que obtuvo un Premio del Sindicato Nacional del Espectáculo, al que luego dio forma de novela al no poderlo llevar a la pantalla: el tema impidió que el proyecto pudiera progresar y pasar la censura gubernativa. Sin embargo, antes tuvo que exiliarse a Francia, donde fue internado en un campo de concentración. Volvió a España y fue detenido en Málaga; cuando salió se afincó en Madrid.
Escribió los guiones de las tres primeras películas de Del Amo, financiadas por la recién creada productora Sagitario Films (1947), fundada por el ex general nazi Johannes Bernhardt, pero de la que Mur Oti siempre se consideró a sí mismo como ideólogo artístico en la sombra. Debutó como director con un intenso melodrama, Un hombre va por el camino (1949). Quedó inconclusa Wolfram (1950), a causa de desavenencias de producción. En 1953 creó él solo otra productora de cine, Celta Films. 
Su cine, sólidamente escrito, sabía sacar un inaudito partido de los presupuestos más escasos, regateando incluso al poderoso productor Cesáreo González, para quien dirigió Fedra (1956), una libérrima versión de la tragedia de Séneca que llevó a la pantalla con Emma Penella (a quien González tenía en exclusiva) y un jovencisímo Vicente Parra. Ya por entonces se había ganado el mote cariñoso de "el Genio". La crítica lo ensalzaba y alcanzó particular celebridad entre 1949 y 1956 con sus películas Cielo negro (1951), considerada su mejor obra, una adaptación de un relato de Antonio Zozaya; Condenados (1953), drama rural; Orgullo (1955), saga familiar al estilo del western, y la citada Fedra (1956). Según Coira Nieto,
Explotó los rasgos más característicos de su cine: un hondo sentido religioso, un sentido telúrico del mundo rural y muy particularmente de la mujer, así como una potencia visual fuera de lo común, y de la que ha quedado como gran referente el trávelin final de Cielo negro, probablemente una de las secuencias más memorables del cine español
El batallón de las sombras (1957) es una película coral que analiza la vida de una casa de vecinos. Después su carrera decayó con media docena de trabajos alimenticios y comerciales, por ejemplo Una chica de Chicago (1958), Duelo en la cañada (1959), un western ambientado en Andalucía; Pescando millones (1960) y Loca juventud (1964), a la mayor gloria esta última del actor infantil Joselito. Fue, sin embargo, un cineasta de estilo renovador; por ejemplo, Noventa minutos (1949) transcurre en tiempo real, antes de que recurrieran a este artificio el drama Madrugada (1953) de Antonio Buero Vallejo y el western Solo ante el peligro (1952) de Fred Zinnemann. Asimismo, incorpora los avances del psicoanálisis a la caracterización de los personajes y burla con notable talento a la censura gubernativa y eclesiástica. Sobresalió en el thriller de género negro e inspiración hitchcockiana / clouzotiana (A hierro muere, 1961).
Más tarde estableció una oficina en Manhattan, «Cine Spain», para distribuir las películas de Cine España en Estados Unidos, asociado con el empresario bilbaíno Manuel Renedo. Compuso el guion de famosas adaptaciones televisivas del escritor naturalista Vicente Blasco Ibáñez (las exitosas series Cañas y barro, 1978, y La barraca, 1979) o filmes biográficos (El huésped de las tinieblas, dirigida por Antonio del Amo, sobre Gustavo Adolfo Bécquer) o Teresa de Jesús. Exploró otros diversos géneros (por ejemplo, el bélico con El escuadrón del pánico / Our regiment, sobre la historia de un escuadrón puertorriqueño en la guerra de Corea; o el curioso peplum religioso Milagro a los cobardes, que recrea la Pasión de Cristo y un intento fracasado de evitarla), aunque se le daba mejor el melodrama. Cierra su filmografía quizá la más personal de sus películas: Morir... dormir... tal vez soñar (1976), que, sin embargo, pasó desapercibida. 
El crítico de cine español Miguel Marías escribió sobre el cineasta el libro As raízes do drama (1992) con ocasión de una retrospectiva que la Cinemateca Portuguesa dedicó al cineasta. Un año después recibió el Goya Honorífico de la Academia de las Ciencias y las Artes Cinematográficas de España.
En su faceta de escritor llegó ser finalista del Premio Nadal con su novela Destino negro. Novela de la trata y el mar (1949), sobre un tema tan infrecuente como la de la esclavitud en las colonias españolas y la industria negrera; además, dejó mucha poesía inédita.

## Obra

### Filmografía

#### Como director
- 1976 Morir... dormir... tal vez soñar
- 1975 La encadenada
- 1968 Our regiment (El escuadrón del pánico de 1966, doblada al inglés para estrenarla en Estados Unidos).
- 1966 El escuadrón del pánico
- 1966 Nuestro regimiento
- 1965 Loca juventud
- 1965 La otra cara del espejo (serie de televisión)
- 1964 Pigmalión y el milagro
- 1964 Siete metros de ilusión
- 1963 Don Juan frente a frente
- 1963 Dulcinea y el alba
- 1963 Cleopatra y el rencor
- 1962 Milagro a los cobardes (Premio Especial a la mejor película y a la mejor banda sonora -José Buenagu- del Sindicato Nacional del Espectáculo)
- 1962 A hierro muere
- 1960 Una chica de Chicago
- 1959 Pescando millones
- 1959 Duelo en la cañada
- 1957 La guerra empieza en Cuba
- 1957 El batallón de las sombras
- 1956 Fedra
- 1955 Orgullo
- 1953 Condenados (Mención Especial al mejor director en el Festival de Locarno)
- 1951 Cielo negro (Premio del CEC -Círculo de Escritores Cinematográficos- a la mejor actriz, Susana Canales)
- 1949 Un hombre va por el camino (Premio del CEC al mejor director)

#### Como guionista
- 1979 La barraca  (serie)
- 1978 Cañas y barro (serie)
- 1976 Morir... dormir... tal vez soñar
- 1975 La encadenada
- 1966 El escuadrón del pánico
- 1965 Loca juventud
- 1962 Milagro a los cobardes
- 1961 Teresa de Jesús
- 1960 Una chica de Chicago
- 1959 Pescando millones
- 1959 Duelo en la cañada
- 1957 La guerra empieza en Cuba
- 1957 El batallón de las sombras
- 1956 Fedra
- 1955 Orgullo
- 1953 Condenados
- 1951 Cielo negro
- 1949 Un hombre va por el camino
- 1949 Alas de juventud
- 1949 Noventa minutos
- 1948 El huésped de las tinieblas
- 1947 Cuatro mujeres

#### Como actor
- 1985 La noche del cine español
- 1978 Memorias del cine español
- 1953 Segundo López, aventurero urbano

### Obra literaria
- Espirales, Cuba, Orto, 1929, poesía.
- La alegría del sitio, 1931, comedia.
- Destino negro, Barcelona, Destino, 1949, novela.

## Premios
Premios Goya
| Año  | Categoría     | Resultado |
| ---- | ------------- | --------- |
| 1993 | Goya de honor | Ganador   |

Medallas del Círculo de Escritores Cinematográficos
| Año  | Categoría     | Película                   | Resultado |
| ---- | ------------- | -------------------------- | --------- |
| 1949 | Premio Gimeno | Un hombre va por el camino | Ganador   |

Otros premios
- 1993: Medalla de Oro al Mérito en las Bellas Artes.